# Gaza Marine
Gaza Marine ist ein Erdgasfeld. Es befindet sich im Mittelmeer im Bereich des Levantischen Beckens in einer Tiefe von 610 Metern und liegt etwa 35 Kilometer vor der Küste des Gazastreifens in Palästina. Es wurde im Jahr 2000 von der BG Group entdeckt und soll nach ersten Schätzungen 25 Milliarden m³ Gas enthalten, mehr als der Staat Palästina zur Deckung seiner gesamten Energiebedürfnisse benötigen würde.

## Geschichte
Im November 1999 unterzeichnete der Führer der Palästinensischen Autonomiebehörde, Jassir Arafat, eine Vereinbarung mit der British Gas Group und ermächtigte sie, in den Hoheitsgewässern des Gazastreifens nach Gasfeldern zu suchen. Das Gasfeld bleibt jedoch bis heute aus politischen und historischen Gründen ungenutzt, da die Ansprüche palästinensischer Behörden, der Israel Electric Corporation und die Interessen benachbarter Länder wie Ägypten, Libanon, Zypern und Türkei (siehe dazu Gasstreit im Mittelmeer) nicht in Einklang zu bringen sind. Durch Bestimmungen des Seerechts und die israelische Besetzung palästinensischer Gebiete ergeben sich zusätzliche Komplikationen bezüglich der Besitzerrechte der Gasvorkommen. Im Rahmen der Gazakonflikte hat die israelische Armee den Palästinensern den physischen Zugang zur Offshore-Region und ihren Ressourcen verwehrt. Im April 2018 verzichtete die BG Group, inzwischen eine Tochtergesellschaft von Royal Dutch Shell, auf die Rechte an diesem Gasfeld  und übertrug sie unter nicht veröffentlichten Bedingungen an den 2003 errichteten Palestine Investment Fund. Am 18. Juni 2023 bewilligte die Regierung Israels eine Weiterführung des Projekts unter der Voraussetzung, dass israelische Bedürfnisse bezüglich Sicherheit und Diplomatie berücksichtigt würden.